# Vergänglichkeit
Vergänglichkeit bezeichnet die besondere Eigenheit von etwas Existierendem, welches nicht die Qualitäten eines ewigen Schöpfers besitzt, vergehen zu müssen. Das bedeutet, dass das besagte Existierende nicht „bis in alle Ewigkeit“ fortexistieren kann, dass vielmehr dessen Sein endet. Als Eigenschaft der materiellen oder auch aller Dinge ist die Vergänglichkeit ein wichtiges Motiv und Thema in Kunst, Philosophie und Religion. So zum Beispiel
- in der dialektischen Logik als Aspekt des Werdens,
- in der jüdisch-christlichen Tradition, siehe Vanitas, memento mori, sic transit gloria mundi,
- im Buddhismus, siehe Anicca,
- in der japanischen Ästhetik, siehe Mono no aware,
- in der modernen Kunst, siehe Performance (Kunst).

Der Gegenbegriff zur Vergänglichkeit ist die Ewigkeit.